# Majdan Kozłowiecki
Majdan Kozłowiecki – wieś w Polsce położona w województwie lubelskim, w powiecie lubartowskim, w gminie Lubartów.
| SIMC    | Nazwa              | Rodzaj    |
| ------- | ------------------ | --------- |
| 0384644 | Majdan Kozłowiecki | część wsi |
| 1020482 | Rudka Kozłowiecka  | część wsi |

W latach 1975–1998 miejscowość administracyjnie należała do ówczesnego województwa lubelskiego.
Wieś stanowi sołectwo gminy Lubartów. Według Narodowego Spisu Powszechnego (III 2011 r.) wieś liczyła  mieszkańców.
W Majdanie Kozłowieckim miała siedzibę kontrowersyjna wspólnota wyznaniowa „Niebo”, której oficjalna nazwa to Zbór Leczenia Duchem Świętym „Niebo”.
W Lasach Kozłowieckich znajduje się mogiła żołnierzy Armii Radzieckiej.
Wierni Kościoła rzymskokatolickiego należą do parafii Miłosierdzia Bożego w Łucce.